# Blue Moon Stone
「Blue Moon Stone」（ブルームーンストーン）は、1992年5月21日にリリースされたチェッカーズの29枚目のシングル。

## 解説
藤井郁弥がCMキャラクターを務めたトヨタスプリンターマリノのCMソングに起用された。
表題曲は郁弥が作詞を初めてちょうど100曲目にあたる曲である。
同シングルのリリースから、4か月経過後の1992年10月9日の「ミュージックステーション」内で、同年末限りでチェッカーズ解散を公表した。

## 収録曲
1. Blue Moon Stone
  - 作詞:藤井郁弥／作曲:藤井尚之／編曲:THE CHECKERS FAM.
2. Don't Cry Sexy
  - 作詞:藤井郁弥／作曲:武内享／編曲:THE CHECKERS FAM.